# Leotis Martin
Leotis Martin (* 10. März 1939 in Helena, Arkansas; † 20. November 1995) war ein US-amerikanischer Boxer im Schwergewicht.

## Karriere
Martin war 1960 und 1961 US-Mittelgewichtsmeister der Amateure und wurde im Anschluss Profi. Nach 9 Siegen verlor er gegen Floyd McCoy (Bilanz nur 14-14) 1963 vorzeitig. 1965 besiegte er den bekannten Aufbaugegner Sonny Banks, der nach dem Kampf verstarb. Ohne herausragende Gegner zu boxen, aber nur mit der einer Niederlage behaftet, wurde er 1967 zum WBA-Turnier eingeladen, das nach den politischen Problemen Muhammad Alis abgehalten wurde, um einen Nachfolger zu finden, verlor aber nach Cuts gegen Jimmy Ellis. Im Anschluss unterlag er auch Roger Russell nach Punkten.
1968 wurde zu einer Berg- und Talfahrt. Zuerst landete er seinen ersten bedeutenden Triumph, als er in Deutschland Karl Mildenberger ausknockte, dann verlor er gegen den unbekannten Hentry Clark (Bilanz 14-3-2). In England knockte er den favorisierten Weltklassemann Thad Spencer aus, verlor in Argentinien gegen Óscar Bonavena nach Punkten, um dann wieder Al Lewis (relativ unbekannt, aber mit Bilanz 19-1) zu schlagen. Nach einem Sieg über Lewis im Rematch gelang ihm 1969 ein spektakulärer Sieg über einen alt gewordenen Sonny Liston, der ihn zwar anfangs am Boden hatte, dann aber voll in einen Konter lief und schwer k. o. ging, was seine Karriere praktisch beendete. Aber auch Martin musste nach diesem Kampf wegen einer Augenverletzung seine Karriere beenden.